# Historique du parcours européen du Málaga CF
Cet article présente les différentes campagnes européennes réalisées par Málaga depuis 2002.
Depuis sa "fondation" en 1994, Málaga a participé :
- 0 fois à la Coupe des clubs champions,
- 1 fois à la Ligue des champions,
- 0 fois à la Coupe d'Europe des vainqueurs de coupe,
- 1 fois à la Coupe UEFA (Quarts de finale),
- 0 fois à la Ligue Europa,
- 0 fois à la Supercoupe de l'UEFA,
- 1 fois à la Coupe Intertoto (1 titre).

## 2002-2003
Coupe Intertoto 2002
En remportant cette compétition, Málaga obtient le droit de participer à la Coupe de l'UEFA.
|  | Tour           | Club      | Aller | Total | Retour | Club              |  |
|  | -------------- | --------- | ----- | ----- | ------ | ----------------- |  |
|  | Troisième tour | Málaga CF | 3-0   | 4-1   | 1-1    | KAA La Gantoise   |  |
|  | Demi-finale    | Málaga CF | 2-1   | 3-1   | 1-0    | Willem II Tilburg |  |
|  | Finale         | Málaga CF | 1-0   | 2-1   | 1-1    | Villarreal CF     |  |

Coupe UEFA 2002-2003
| Date       | J.                         | Adversaire              | Lieu                            | Score |
| ---------- | -------------------------- | ----------------------- | ------------------------------- | ----- |
| 19/09/2002 | Premier tour aller         | FK Željezničar Sarajevo | Stade Grbavica, Sarajevo        | 0-0   |
| 03/10/2002 | Premier tour retour        | FK Željezničar Sarajevo | La Rosaleda, Malaga             | 1-0   |
| 31/10/2002 | Deuxième tour aller        | Amica Wronki            | La Rosaleda, Malaga             | 2-1   |
| 12/11/2002 | Deuxième tour retour       | Amica Wronki            | Stade de l'Amica Wronki, Wronki | 1-2   |
| 28/11/2002 | Seizièmes de finale aller  | Leeds United            | La Rosaleda, Malaga             | 0-0   |
| 12/12/2002 | Seizièmes de finale retour | Leeds United            | Stade Elland Road, Leeds        | 1-2   |
| 20/02/2003 | Huitièmes de finale aller  | AEK Athènes             | La Rosaleda, Malaga             | 0-0   |
| 27/02/2003 | Huitièmes de finale retour | AEK Athènes             | Stade Olympique, Athènes        | 0-1   |
| 20/02/2003 | Quarts de finale aller     | Boavista                | La Rosaleda, Malaga             | 1-0   |
| 27/02/2003 | Quarts de finale retour    | Boavista                | Estádio do Bessa XXI, Porto     | 1-0*  |

 *  Málaga perd aux tirs au but 4-1.

## 2012-2013
Ligue des champions 2012-2013
Barrage
| Date       | J.             | Adversaire    | Lieu                     | Score |
| ---------- | -------------- | ------------- | ------------------------ | ----- |
| 22/08/2012 | Barrage aller  | Panathinaïkos | La Rosaleda, Malaga      | 2-0   |
| 28/08/2012 | Barrage retour | Panathinaïkos | Stade Olympique, Athènes | 0-0   |

La victoire aux barrages permet à Málaga de disputer la première Ligue des champions de son histoire. Le tirage au sort, qui a eu lieu le 30 août 2012 à Monaco, voit le club espagnol opposé au vice champion d'Italie : le Milan AC, et au champion belge et russe respectivement Anderlecht et le Zénith Saint-Pétersbourg.
Phase de poule : Groupe C
| Tour             | Club                     | Score | Club                     |
| ---------------- | ------------------------ | ----- | ------------------------ |
| Premier tour J-1 | Málaga CF                | 3-0   | Zénith Saint-Pétersbourg |
| Premier tour J-2 | RSC Anderlecht           | 0-3   | Málaga CF                |
| Premier tour J-3 | Málaga CF                | 1-0   | Milan AC                 |
| Premier tour J-4 | Milan AC                 | 1-1   | Málaga CF                |
| Premier tour J-5 | Zénith Saint-Pétersbourg | 2-2   | Málaga CF                |
| Premier tour J-6 | Málaga CF                | 2-2   | RSC Anderlecht           |

| Rang | Équipe                   | Pts | J | G | N | P | Bp | Bc | Diff |
| ---- | ------------------------ | --- | - | - | - | - | -- | -- | ---- |
| 1    | Málaga CF                | 12  | 6 | 3 | 3 | 0 | 12 | 5  | +7   |
| 2    | Milan AC                 | 8   | 6 | 2 | 2 | 2 | 7  | 6  | +1   |
| 3    | Zénith Saint-Pétersbourg | 7   | 6 | 2 | 1 | 3 | 6  | 9  | -3   |
| 4    | RSC Anderlecht           | 5   | 6 | 1 | 2 | 3 | 4  | 9  | -5   |

Huitième de finale
| Date       | J.        | Adversaire | Lieu                   | Score | Buteurs                 |
| ---------- | --------- | ---------- | ---------------------- | ----- | ----------------------- |
| 19/02/2013 | 8e aller  | FC Porto   | Stade du Dragon, Porto | 1-0   |                         |
| 13/03/2013 | 8e retour | FC Porto   | La Rosaleda, Malaga    | 2-0   | Isco 43e Santa Cruz 77e |

Quart de finale
| Date       | J.         | Adversaire        | Lieu                        | Score | Buteurs                |
| ---------- | ---------- | ----------------- | --------------------------- | ----- | ---------------------- |
| 19/02/2013 | 1/4 aller  | Borussia Dortmund | La Rosaleda, Malaga         | 0-0   |                        |
| 13/03/2013 | 1/4 retour | Borussia Dortmund | Signal Iduna Park, Dortmund | 3-2   | Joaquin 25e Eliseu 82e |

## Bilan
Mise à jour après le match Borussia Dortmund - Málaga CF (le 9 avril 2013 à Dortmund).
- 28 matchs en Coupe d'Europe (C1, C3, Intertoto).

| Coupe                    | Matchs Joués | Victoires | Nuls | Défaites | Buts marqués | Buts encaissés |
| Ligue des champions (C1) | 12           | 5         | 5    | 2        | 18           | 9              |
| Coupe UEFA (C3)          | 10           | 6         | 3    | 1        | 9            | 4              |
| Coupe Intertoto          | 6            | 4         | 2    | 0        | 9            | 3              |
| TOTAL                    | 28           | 15        | 10   | 3        | 36           | 16             |